# ماسارو ایکدا
ماسارو ایکدا (انگلیسی: Masaru Ikeda; ۲۷ سپتامبر ۱۹۴۲ – ) بازیگر، و صداپیشه اهل ژاپن بود.